# إدوارد جورج هدسون أوليفر
إدوارد جورج هدسون أوليفر (بالإنجليزية: Edward George Hudson Oliver)‏ هو عالم نبات جنوب أفريقي، ولد في 14 أكتوبر 1938 في جنوب أفريقيا.